# Un fils pour Dorothy
Pour plus de détails, voir Fiche technique et Distribution.
Un fils pour Dorothy (To Dorothy a Son) est un film britannique réalisé par Muriel Box, sorti en 1954.

## Synopsis
Tony Rapallo, un compositeur, est marié avec Dorothy, qui est enceinte et attend leur enfant. Tout est plongé dans la confusion lorsque sa première femme Myrtle apparaît d'Amérique en affirmant qu'ils sont toujours mariés. Cependant, sa motivation n'est pas de récupérer Tony, mais de s'assurer qu'elle est la bénéficiaire d'un héritage de 2 millions de dollars de son oncle new-yorkais, Oncle Joe. Cela stipule que si un fils est né de Tony avant 9 heures du matin un certain jour, le fils héritera de l'argent, sinon Myrtle héritera de tout. Myrte espère donc que la naissance aura lieu après 9h.
Cela devient plus compliqué lorsque l'avocat explique que Tony et Myrtle n'ont jamais été légalement mariés en premier lieu parce qu'ils se sont mariés à Tonga et bien qu'ils pensaient qu'ils étaient là depuis 7 jours, ils n'étaient que six en raison de la ligne de date internationale et donc en deçà du séjour minimum avant le mariage était autorisée.
Quand 9 heures du matin passent, elle célèbre mais Tony est plus préoccupé par le bébé. Cependant, il réalise soudain que le testament signifiait 9 heures du matin, heure de New York : cinq heures de plus. Avec 15 minutes à faire et Myrtle en remorque, un bébé se met à pleurer. Après une brève célébration, il semble que ce soit une fille, donc Myrtle reçoit toujours l'argent, mais ce sont des jumeaux et le deuxième enfant né avec quelques secondes à faire est un garçon. Tony veut être généreux et offre à Myrtle la moitié de l'argent qu'elle accepte. Quand elle appelle son petit ami, il dit qu'il est 10h et non 9h car ils sont à l'heure d'été. Alors Myrtle a droit à tout l'argent., Elle décide d'en donner la moitié à Tony.

## Fiche technique
- Titre français : Un fils pour Dorothy[1]
- Titre original : To Dorothy a Son
- Réalisation : Muriel Box
- Scénario : Peter Rogers d'après la pièce de Roger MacDougall
- Photographie : Ernest Steward et H.A.R. Thomson
- Montage : Alfred Roome
- Pays de production :  Royaume-Uni
- Format : noir et blanc - Mono
- Genre : comédie
- Date de sortie : 
  - Royaume-Uni : 1954
  - France : 29 juillet 1955[1]

## Distribution
- Shelley Winters : Myrtle La Mar
- John Gregson : Tony Rapallo
- Peggy Cummins : Dorothy Rapallo
- Wilfrid Hyde-White : Mr. Starke
- Mona Washbourne : Mid Wife Appleby
- Ronald Adam : Parsons
- Alfie Bass : chauffeur
- Aubrey Mather : Dr. Cameron
- Marjorie Rhodes : Landlady